# Torill Thorstad Hauger
Torill Thorstad Hauger (Oslo, 22 de noviembre de 1943 - 4 de julio de 2014) fue una escritora e ilustradora noruega que incursionó primordialmente en la literatura infantil y juvenil. Una de sus primeras publicaciones fue Karl Eugen Olsen fra Vika en 1972. En 1991 recibió el Premio Dobloug de la Academia Sueca.
Hauger fue directora de la Organización de Escritores Independientes de Literatura Juvenil de Noruega (en noruego: Ungdomslitteraturens Forfatterlag) entre 1980 y 1983, y líder de la Asociación de Interés Medieval de Oslo (en noruego: Interesseforeningen Oslos Middelalder) entre 1995 y 2001.

## Obras
- Karl Eugen Olsen fra Vika (1976)
- Røvet av vikinger (1978)
- Flukten fra vikingene (1979)
- Det kom et skip til Bjørgvin i 1349 (1980)
- Trekk fra Oslos historie (1981)
- Sigurd Drakedreperen (1982)
- Krestiane Kristiania (1984)
- I Dorotheas hus (1986)
- Ravnejenta (1989)
- Varulven og Iselin (1992)
- Sagaen om Håkon og Kristin (1993)
- Tarzan på loftet (1993)
- Tord Illugesson (1995)
- Den lange reisen:
  - Del 1: Amerika, Amerika (1987)
  - Del 2: Rødhudenes land (1988)
  - Del 3: Lincolns blå soldat (1990)
  - Del 4: Oppbrudd (1991)
- Den store Chicagoreisen (1999)
- Ulvebarna i Vikingdalen (2003)